# Hoya
Hoya – niemieckie miasto leżące w kraju związkowym Dolna Saksonia, w powiecie Nienburg (Weser), siedziba gminy zbiorowej Grafschaft Hoya. Obszar miasta wielkości ok. 8,5 km² znajduje się po obu brzegach rzeki Wezery, ok. 20 km na północ od miasta Nienburg (Weser) i ok. 15 km na południowy zachód od Verden (Aller). Według stanu na 31 grudnia 2008 roku miasto zamieszkiwało 3 780 mieszkańców.
Dawniej miasto było stolicą Hrabstwa Hoya, jednego z państewek niemieckich istniejącego do 1582 roku.

## Miasta partnerskie
- Drużba (Дружба)
- Duszniki-Zdrój